# Križ Koranski
Križ Koranski – wieś w Chorwacji, w żupanii karlowackiej, w gminie Barilović. W 2011 roku liczyła 44 mieszkańców.